# Babajkiwka
Babajkiwka (ukr. Бабайківка) – wieś na Ukrainie, w obwodzie dniepropetrowskim, w rejonie dnieprzańskim, w hromadzie Caryczanka. W 2001 liczyła 1433 mieszkańców, spośród których 1379 wskazało jako ojczysty język ukraiński, 34 rosyjski, 3 mołdawski, 16 inny, a 1 osoba się nie zadeklarowała.